# Улица Луиджи Лонго
У́лица Луи́джи Ло́нго — улица в районе Сокол Северного административного округа города Москвы.

## Положение улицы
Улица расположена между Чапаевским переулком и Новопесчаной улицей. Состоит из двух дорог, разделённых небольшой полосой газона.

## История

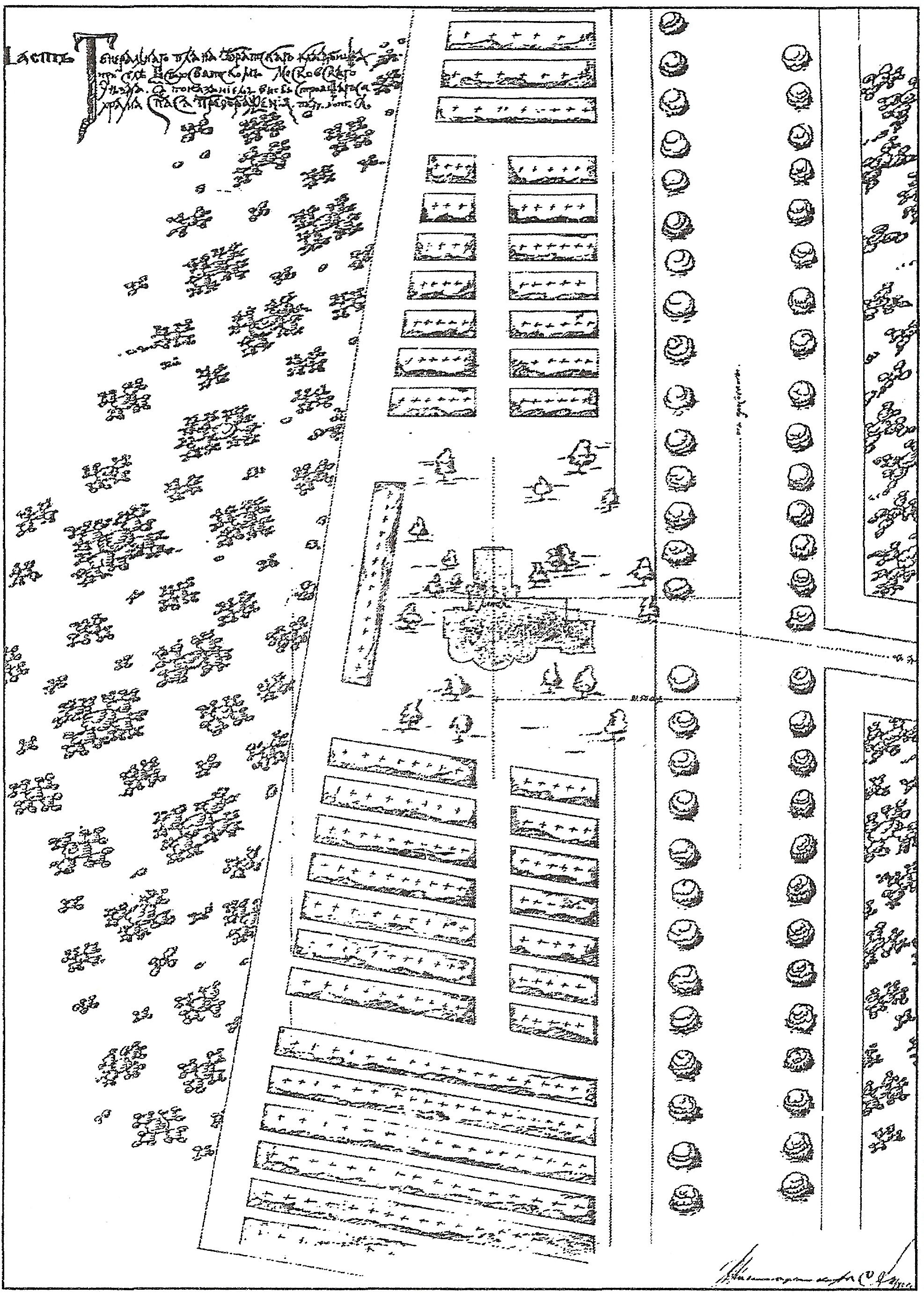
Дорога и храм на плане 1916 года

Улица появилась в 1915 году вместе с открытием Московского городского Братского кладбища для жертв Первой мировой войны. Тогда она представляла собой дорогу, соединявшую кладбище с Петроградским шоссе. Дорога включала в себя и современную улицу Острякова. В 1915—1918 годах на дороге по проекту архитектора А. В. Щусева был построен храм Спаса Преображения на Братском кладбище. В 1920-х — 1930-х годах дорога была разделена на две части территорией ПКиО Ленинградского района.
В 1948 году началась массовая застройка района Песчаных улиц. Храм был снесён, а на улице были построены жилые дома. Тогда улица получила название 1-я Песчаная по характеру грунта и по аналогии с другими улицами района (см. Песчаная ул.). 8 января 1981 года переименована в честь Луиджи Лонго (1900—1980) — главы итальянской компартии в 1964—1980 годах.
30 июля 1980 года на фасаде дома № 3 состоялось открытие гранитной мемориальной доски с надписью: «Улица Луиджи Лонго названа в 1981 году в память видного деятеля итальянского и международного коммунистического движения, Председателя Итальянской коммунистической партии Луиджи Лонго. 1900 — 1980» (архитектор А. К. Тихонов). На церемонии открытия присутствовали представители партийных и общественных организаций Москвы, а также члены руководства Итальянской коммунистической партии П. Буфалини и Д. Черветти.

## Транспорт
- Станция метро «Сокол»
- Станция метро «Аэропорт»